# Ambassade de Syrie en Russie
L'Ambassade de Syrie à Moscou est la représentation diplomatique de la Syrie sur le territoire russe.

## Installations
L'ambassade prend place dans un bâtiment dessiné par l'architecture russe Alexander Zelenko (en) en 1910.
Le bâtiment devient le haut-commissariat de Syrie, fin 1945, avec une délégation syrienne. En février 1946, le bâtiment devient celui de l'ambassade officielle de Syrie à Moscou, avec l'indépendance syrienne, et le départ des Français qui avaient le mandat de la Société des nations en Syrie.